# Henricus de Suderlande
Henricus de Suderlande († 14. Jahrhundert) war Priester und Offizial im Erzbistum Köln.
Als Benefiziat in Münstereifel erwarb Suderlande, der die akademischen Titel eines Lic. decr. und Bac. leg. besaß, am 4. Mai 1346 ein Kanonikat an der Stiftskirche zu Soest. Zudem war er Kanoniker in St. Kunibert, St. Gereon (Köln) und ab dem 3. Juli 1349 auch in Bonn, ist er seit 8. März 1357 als Scholaster von St. Gereon und Kölner Offizial nachweisbar. In einer Urkunde vom 23. August 1386 ist er nochmals nachgewiesen, wurde aber nicht mehr als Offizial bezeichnet.
Siehe auch: Liste der Kölner Offiziale, Liste der Kölner Generalvikare, Liste der Kölner Weihbischöfe, Liste der Kölner Domherren